# Кац, Амир
Амир Кац (нем. Amir Katz; род. 1973, Рамат-Ган) — израильский пианист, живущий и работающий в Германии.

## Биография
Начал заниматься музыкой в 11-летнем возрасте, в 15 лет выиграл первый национальный исполнительский конкурс. Далее учился в Мюнхене у Элисо Вирсаладзе и Михаэля Шефера, прошёл также мастер-классы Леона Флейшера, Карла Ульриха Шнабеля, Мюррея Перайи.
В 1993 г. одержал победу на Кливлендском международном конкурсе пианистов, побеждал также на конкурсах в Барселоне и Дортмунде. Широко гастролируя в Европе, Америке и Азии, Кац выпустил свой первый альбом — сонаты Шуберта — лишь в 2006 г. По мнению музыкального обозревателя «Нью-Йорк Таймс» Аллана Козина, среди отличительных черт Каца — разноплановость, позволяющая музыканту быть органичным как в классическом, так и в романтическом репертуаре.